# Ignác Antonín Hrdina
Ignác Antonín Hrdina (6. března 1953 Praha – 22. dubna 2022 Praha) byl český katolický kněz (vysvěcen 1977 v Krakově), kanovník Královské kanonie premonstrátů na Strahově, právník, teolog a vysokoškolský pedagog, přední český specialista na církevní právo. 

## Vzdělání
Po ukončení gymnázia studoval na Cyrilometodějské bohoslovecké fakultě v Litoměřicích filozofii a teologii; následně studoval práva na Právnické fakultě Univerzity Karlovy; diplomovou práci na téma Bulla „Unam Sanctam“ a její historické pozadí obhájil v roce 1987. Následujícího roku mu po úspěšném vykonání rigorózní zkoušky byl přiznán titul doktora práv.
Kanonické právo studoval na Fakultě práva, kanonického práva a správy papežské Univerzity Jana Pavla II. v Lublinu. Získal nejprve magisterský titul a v rámci postgraduálního studia tamtéž v roce 2000 titul licenciáta kanonického práva za obhájenou licenciátní (kandidátskou) práci na téma Vztahy státu a církve v České republice v letech 1990–1999 (tiskem 2007). Roku 2004 byl po úspěšné obhajobě doktorské disertační práce na téma Náboženská svoboda v právu České republiky (tiskem 2004) promován na doktora právních věd v oblasti kanonického práva.
Roku 2002 se habilitoval na Teologické fakultě Univerzity Karlovy v oboru právních dějin a získal titul docenta. Habilitační práce na téma Základy teorie a obecná část kanonického práva vyšla tiskem roku 1997. Roku 2007 úspěšně absolvoval profesorské řízení na Univerzitě Palackého v Olomouci a následujícího roku jej prezident Václav Klaus jmenoval profesorem teologie.
Zemřel v Praze 22. dubna 2022 v důsledku dlouhodobých zdravotních obtíží. Ještě několik dní před smrtí se účastnil v plném rozsahu velikonočních bohoslužeb v klášterní bazilice Nanebevzetí Panny Marie na Strahově. Pohřební mše svatá byla sloužena ve strahovské bazilice 28. dubna 2022. Následně byl pohřben na řádovém hřbitově strahovských premonstrátů v Praze-Nebušicích.

## Zaměstnání a pedagogická činnost

### Zaměstnání
Do roku 1989 pracoval v civilním zaměstnání (Česká katolická Charita, Středočeské dřevařské závody, s.p.). Od roku 1990 do roku 2006 působil jako rektor strahovské baziliky v Praze na Hradčanech (vypomáhat zde zůstal i po roce 2006). Roku 1996 byl jmenován soudcem Interdiecézního církevního soudu, od roku 2009 stál v čele nově utvořeného Metropolitního církevního soudu v Praze jako jeho první předseda a soudní vikář Arcidiecéze pražské (tj. náměstek arcibiskupa pražského pro výkon justice).

### Pedagogická činnost
V letech 1995–1998 jako externí učitel přednášel právo na Teologické fakultě Jihočeské Univerzity v Českých Budějovicích.
Od roku 1996 přednášel kanonické právo na Katedře právních dějin Fakulty právnické Západočeské univerzity v Plzni a současně byl garantem tohoto oboru.
Od roku 2002 přednášel kanonické právo (od roku 2016 i konfesní právo a teorii a filosofii práva) na Katedře pastorálních oborů a právních věd Katolické teologické fakulty Univerzity Karlovy v Praze; v letech 2007–2010 byl vedoucím této katedry a v letech 2012–2016 garantem doktorského studijního programu Teologie. Jako školitel dovedl k dosažení vědecké hodnosti ThD. (resp. PhD.) řadu doktorandů.

## Vědecká činnost
Předmětem jeho vědecké činnosti bylo zejména kanonické právo (především jeho teorie), dále právní dějiny (včetně práva římského) a konfesní právo. Jeho vědecký přínos spočívá obzvláště v aplikaci obecné teorie práva na kanonické právo, čímž (spolu se svým učitelem prof. Miroslavem Zedníčkem) podstatným způsobem přispěl k vytvoření moderní české kanonickoprávní terminologie (výsledky poprvé prezentoval v učebním textu Kanonické právo. Dějiny, teorie, obecná část, Plzeň 1997). V rámci českých právních dějin se zabýval zejména soudními procesy říšského hraběte Františka Antonína Šporka (1662–1738).
Byl činný jako expert na církevně právní záležitosti pro orgány státní i církevní (byl mj. expertem ve vatikánské komisi pro vypracování mezinárodní smlouvy mezi Českou republikou a Svatým stolcem).
Byl členem několika tuzemských i zahraničních vědeckých rad, dále četných redakčních a oborových rad a dalších odborných grémií. Roku 2007 byl přizván do prestižní poroty pro udílení ceny Oty Mádra (spolu s dalšími členy vybíranými z nejrenomovanějších mezinárodně uznávaných odborníků – např. kardinálem Tomášem Špidlíkem či profesory Karlem Skalickým a Mikulášem  Lobkowiczem).

## Publikační činnost

### Monografie
- Kanonické právo. Dějiny pramenů, teorie, platné právo, Praha 2002 (2. vyd. Plzeň 2011)

- Náboženská svoboda v právu České republiky, Praha 2004
- Vztahy státu a církve v České republice v letech 1990–1999, Praha 2007
- Kacířský proces s hrabětem F. A. Šporkem v právně historickém a teologickém kontextu, Ostrava 2011 (ve spoluautorství s Hedvikou Kuchařovou)
- Proč hrabě Špork seděl ve vězení pro dlužníky: Právně historická analýza jednoho sporu hraběte Šporka s advokátem Neumannem (k 350. výročí narození hraběte Františka Antonína Šporka), Ostrava 2013 (s předmluvou kardinála Dominika Duky)
- Historická knihovna Hospitalu Kuks a její romanisticko-kanonistický fond. Historicko-právní studie, Červený Kostelec 2014 (ve spoluautorství s Jindřichem Koldou)
- Záhady kolem sňatku Anny Kateřiny Šporkové, Praha 2017 (ve spoluautorství s Hedvikou Kuchařovou)
- P. Vladimír Matějka, kněz královéhradecké diecéze, Praha 2018
- Teorie kanonického práva, Praha 2018 (ve spoluautorství s Milošem Szabo)

### Učebnice a učební texty
- Učební text k výuce základů sekulárního práva na Teologické fakultě Jihočeské univerzity v Českých Budějovicích, Praha 1995
- Kanonické právo. Zvláštní část, Plzeň 1996
- Kanonické právo. Dějiny, teorie, obecná část, Plzeň 1997 (ve spoluautorství se Stanislavem Balíkem sen.)
- Texty ke studiu kanonického práva, Plzeň 1998
- Sylabus římského práva soukromého, Dobrá Voda u Pelhřimova 2002 (2. vyd. Plzeň 2010)
- Texty ke studiu konfesního práva I. Evropa a USA, Praha 2006
- Texty ke studiu konfesního práva III. Československo, Praha 2006
- Texty ke studiu konfesního práva II. Český stát, Praha 2007
- Prameny ke studiu kanonického práva, Plzeň 2007
- Přehled římského práva soukromého ke státní souborné zkoušce, Plzeň 2010 (ve spoluautorství s Petrem Dostalíkem; 2. vyd. Plzeň 2013)
- Chrestomatie ke studiu filosofie práva, Praha 2011 (ve spoluautorství se Zdeňkem Masopustem)
- Slabikář obecné teorie práva, Praha 2013

### Ostatní publikační činnost
Vedle toho je autorem více než stovky odborných článků v odborných časopisech i sbornících, publikovaných recenzí, slovníkových hesel, ale i popularizujících článků.
Významná je jeho překladatelská činnost: zejména z latiny a němčiny přeložil, většinou i komentoval a následně publikoval řadu právních textů. Nejvýznamnějším je jeho kompletní překlad tridentských sněmovních nálezů z latinského originálu do češtiny (Dokumenty Tridentského koncilu, Praha 2015) s předmluvou pražského arcibiskupa kardinála Dominika Duky.

## Ocenění
- Zvolení čestným členem Moravsko-slezské křesťanské akademie (2005)
- Pamětní medaile Západočeské univerzity v Plzni od rektora univerzity Miroslava Holečka za vynikající vědeckou práci v oblasti konfesního a církevního práva (2016)
- Pamětní medaile císaře Karla IV. od arcibiskupa pražského kardinála Dominika Duky OP k 65. narozeninám (2018)